# Formation des trois armées de Paris en 1870
Pour les articles homonymes, voir Armée de Paris.

## Décret du 6 novembre 1870
Ce qui suit est la composition des trois armées chargées de la défense de Paris lors du siège de 1870, en date du 6 novembre 1870.

### 1rearméede Paris
- 1re armée de Paris commandée par le général Jacques Léonard Clément-Thomas (400 000 hommes)[1]
  - 266 bataillons de la garde nationale sédentaire.

### 2earméede Paris

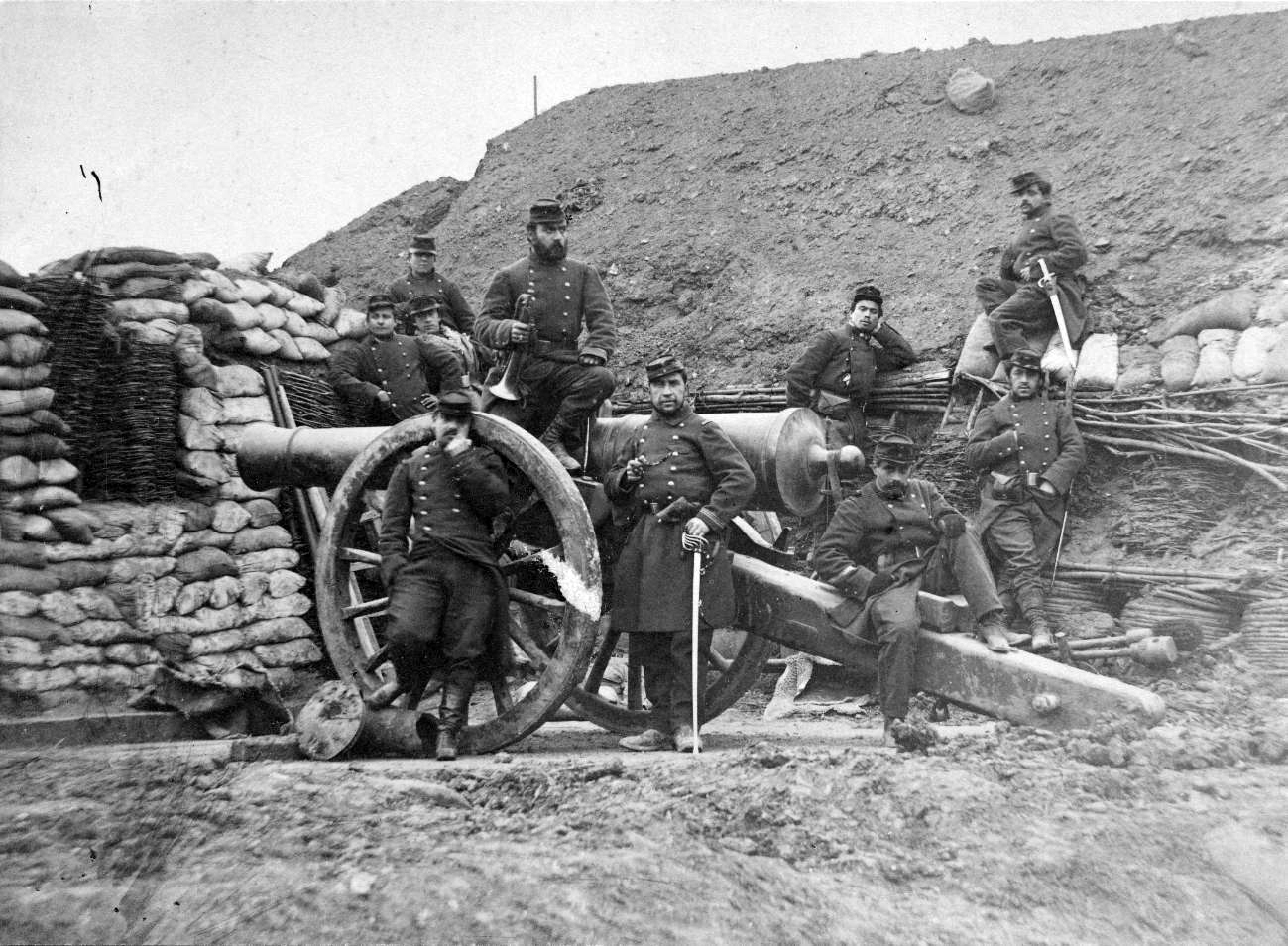
Soldats français

- 2e armée de Paris commandée par le général Ducrot
  - 1er corps d'armée commandé par le général Vinoy
    - 1re division sous les ordres du général de Malroy
      - 1re brigade du général Martenot (9 219 hommes)
        - Bataillons de mobiles d'Ille-et-Vilaine
        - Bataillons de mobiles de la Côte-d'Or

      - 2e brigade du général François Paturel (3 114 hommes)
        - 21e régiment d'infanterie de ligne
        - 122e régiment d'infanterie de ligne

    - 2e division sous les ordres du général de Maud'huy
      - 1re brigade du colonel Valentin (10 629 hommes)
        - 109e régiment d'infanterie de ligne
        - 110e régiment d'infanterie de ligne
        - 4 Bataillons de mobiles du Finistère

      - 2e brigade du général Nicolas Blaise (6 255 hommes)
        - 111e régiment d'infanterie de ligne
        - 112e régiment d'infanterie de ligne

    - 3e division sous les ordres du général Georges Blanchard
      - 1re brigade du colonel Comte (8 094 hommes)
        - 113e régiment d'infanterie de ligne
        - 114e régiment d'infanterie de ligne
        - 3 Bataillons de mobiles de la Vendée

      - 2e brigade du général Roland de La Mariouse (5 106 hommes)
        - 35e régiment d'infanterie de ligne
        - 42e régiment d'infanterie de ligne

  - 2e corps d'armée commandé par le général Pierre Renault
    - 1re division sous les ordres du général de Susbielle
      - 1re brigade du colonel Bonnet (3 840 hommes)
        - 115e régiment d'infanterie de ligne
        - 116e régiment d'infanterie de ligne

      - 2e brigade du Général Lecomte (3 861 hommes)
        - 117e régiment d'infanterie de ligne
        - 118e régiment d'infanterie de ligne

    - 2e division sous les ordres du général Berthaut
      - 1re brigade du général Bocher (4 033 hommes)
        - 119e régiment d'infanterie de ligne
        - 120e régiment d'infanterie de ligne

      - 2e brigade du Colonel Bouttier (7 364 hommes)
        - 3 Bataillons de mobiles de la Seine Inférieure
        - 3 Bataillons de mobiles du Loiret
        - 1 Bataillon de mobiles de la Drôme

    - 3e division sous les ordres du général de Maussion
      - 1re brigade du général Courty (5 060 hommes)
        - 123e régiment d'infanterie de ligne
        - 124e régiment d'infanterie de ligne

      - 2e brigade du général Avril de Lenclos (5 000 hommes)
        - 125e régiment d'infanterie de ligne
        - 126e régiment d'infanterie de ligne

  - 3e corps d'armée commandé par le général de Bellemare
    - 1re division sous les ordres du général de Bellemare
      - 1re brigade du colonel Fournès (5 100 hommes)
        - 4e régiment de zouaves
        - 136e régiment d'infanterie de ligne

      - 2e brigade du colonel Colonieu (8 297 hommes)
        - 4 Bataillons de mobiles de Seine et Marne
        - 3 Bataillons de mobiles du Morbihan

    - 2e division sous les ordres du général Mattat
      - 1re brigade du général Faron (8 560 hommes)
        - 105e régiment d'infanterie de ligne
        - 106e régiment d'infanterie de ligne
        - 3 Bataillons de mobiles du Tarn

      - 2e brigade du général Daudel (4 342 hommes)
        - 107e régiment d'infanterie de ligne
        - 108e régiment d'infanterie de ligne

    - Division de cavalerie sous les ordres du général de Champéron
      - 1re brigade du général Moucheton de Gerbrois (1 085 hommes)
        - 1er régiment de marche de dragons
        - 2e régiment de marche de dragons

      - 2e brigade du général Cousin (1 374 hommes)
        - 1er régiment de chasseurs à cheval
        - 2e régiment de chasseurs à cheval

      - Hors brigade sous le commandement du colonel Allavène (1 374 hommes)
        - 1er régiment de gendarmerie à cheval[2],[3]

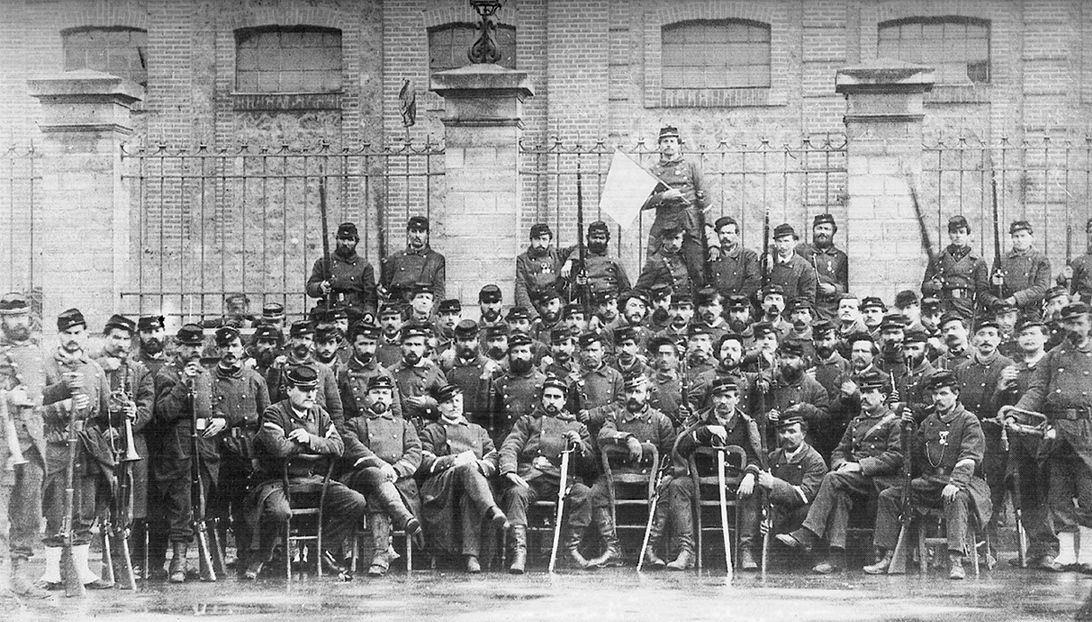
Une compagnie de la Garde nationale française

### 3earméede Paris
- 3e armée de Paris commandée par le général Soumain
  - 1re division sous les ordres du général Soumain
    - 1re brigade du général D'Argentolle (4 686 hommes)
      - Garde Républicaine à pied
      - 1re légion de gendarmerie[2],[3]
      - Gendarmerie de l'Est[2],[3]

    - 2e brigade du général de La Charrière (6 349 hommes)
      - Plusieurs compagnies de guides-forestiers
      - Bataillons de douaniers
      - Dépôt du 29e régiment d'infanterie de ligne
      - Dépôt du 59e régiment d'infanterie de ligne

  - 2e division sous les ordres du vice amiral de la Roncière commandant en chef des marins et de l'arrondissement de Saint-Denis
    - 1re brigade du colonel Lavoignet
    - 2e brigade du colonel Hanrion
    - 3e brigade du capitaine de frégate Lamothe-Tenet

  - 3e division sous les ordres du général de Liniers
    - 1re brigade du colonel Filhol de Camas (8 680 hommes)
      - 4 Bataillons de mobiles des Côtes-du-Nord
      - 3 Bataillons de mobiles de l'Hérault

    - 2e brigade du colonel de Chamberet (6 428 hommes)
      - 6 Bataillons de mobiles de Seine et Oise

  - 4e division sous les ordres du général de Beaufort d'Hautpoul
    - 1re brigade du général Dumoulin (7 125 hommes)
      - 3 Bataillons de mobiles de l'Aube
      - 3 Bataillons de mobiles de Saône-et-Loire

    - 2e brigade du capitaine de frégate d'André (7 161 hommes)
      - 3 Bataillons de mobiles de l'Ain
      - 3 Bataillons de mobiles de la Vienne

  - 5e division sous les ordres du général Corréard
    - 1re brigade du lieutenant-colonel Champion (7 128 hommes)
      - 3 Bataillons de mobiles de la Loire Inférieure
      - 1 Bataillon de mobiles de l'Aisne (le 1er bataillon, qui avait son campement à La Folie-Nanterre)
      - 1 Bataillon de mobiles de l'Indre
      - 1 Bataillon de mobiles du Puy-de-Dôme

    - 2e brigade du colonel Porion (4 945 hommes)
      - 4 Bataillons de mobiles de la Somme
      - 1 Bataillon de mobiles de la Marne

  - 6e division sous les ordres du général d'Hugues
    - 1re brigade du capitaine de frégate de Bray (4 500 hommes)
      - 1 Bataillon de mobiles d'Ille-et-Vilaine
      - 3 Bataillons de mobiles de la Seine
      - 1 Bataillon de mobiles du Puy-de-Dôme

    - 2e brigade du colonel Bro (4 536 hommes)
      - 137e régiment d'infanterie de ligne
      - 1 Bataillon de mobiles de la Vendée
      - 1 Bataillon de mobiles du Finistère

  - 7e division sous les ordres du contre-amiral Pothuau
    - 1re brigade du lieutenant-colonel Lemains (2 491 hommes)
      - 128e régiment d'infanterie de ligne

    - 2e brigade du capitaine de vaisseau Salmon (5 000 hommes)
      - Diverses troupes de marine

## Situation au 8 novembre 1870
Ce qui suit est la situation des trois armées chargées de la défense de Paris lors du siège de 1870, en date du 8 novembre 1870.

### 1rearméede Paris[5]
- 1re armée de Paris commandée par le général Clément-Thomas(166 000 hommes)[6]
  - 59 régiments comprenant 238 bataillons de marche de la garde nationale sédentaire.
  - Légion de cavalerie à 6 escadrons
  - Légion d'artillerie

### 2earméede Paris
- 2e armée de Paris commandée par le général Ducrot
  - 1er corps d'armée commandé par le général Georges Blanchard
    - 1re division sous les ordres du général de Malroy
      - 1re brigade du général Martenot (9 219 hommes)
        - 4 Bataillons de mobiles d'Ille-et-Vilaine : Colonel de Vigneral
        - 4 Bataillons de mobiles de la Côte-d'Or : Colonel de Grancey

      - 2e brigade du général François Paturel (3 114 hommes)
        - 121e régiment d'infanterie de ligne : Lieutenant-Colonel de Vandeuil
        - 122e régiment d'infanterie de ligne : Lieutenant-Colonel de la Monneraye

      - Deux batteries de 4 de marine
      - Une batterie de mitrailleuses
      - Une section du génie

    - 2e division sous les ordres du général de Maud'huy
      - 1re brigade du colonel Valentin (10 629 hommes)
        - 109e régiment d'infanterie de ligne : Colonel Miquel de Riu
        - 110e régiment d'infanterie de ligne : Colonel Mimerel

      - 2e brigade du général Nicolas Blaise (6 255 hommes)
        - 111e régiment d'infanterie de ligne : Lieutenant-Colonel d'Hauterive
        - 112e régiment d'infanterie de ligne : Lieutenant-Colonel Lespieau

      - 4 Bataillons de mobiles du Finistère : Lieutenant-Colonel de Villesbrey
      - Deux batteries de 4
      - Une batterie de mitrailleuses
      - Une section du génie

    - 3e division sous les ordres du général Faron (infanterie de marine)
      - 1re brigade du colonel Comte (8 094 hommes)
        - 113e régiment d'infanterie de ligne : Lieutenant-Colonel Pottier
        - 114e régiment d'infanterie de ligne : Lieutenant-Colonel Vanche puis Boulanger

      - 2e brigade du général Roland de La Mariouse (5 106 hommes)
        - 35e régiment d'infanterie de ligne : Lieutenant-Colonel Martinaud
        - 42e régiment d'infanterie de ligne : Lieutenant-Colonel Prévault

      - 4 bataillons de mobiles de la Vendée : Lieutenant-Colonel Aubry
      - Deux batteries de 4
      - Une batterie de mitrailleuses
      - Une compagnie du génie

    - Réserve d'artillerie : Colonel Hennet
      - Six batteries de 12

    - Réserve du génie
      - Une compagnie de sapeurs

  - 2e corps d'armée commandé par le général Pierre Renault
    - 1re division sous les ordres du général de Susbielle
      - 1re brigade du général Ladreit de la Charrière(3 840 hommes)
        - 115e régiment d'infanterie de ligne : Lieutenant-Colonel Cajard
        - 116e régiment d'infanterie de ligne : Lieutenant-Colonel Panier des Touches

      - 2e brigade du Général Lecomte (3 861 hommes)
        - 117e régiment d'infanterie de ligne : Lieutenant-Colonel Montaru puis Galland
        - 118e régiment d'infanterie de ligne : Lieutenant-Colonel de Rochefort

      - Deux batteries de 4
      - Une batterie de mitrailleuses
      - Une section du génie

    - 2e division sous les ordres du général Berthaut
      - 1re brigade du général Bocher (4 033 hommes)
        - 119e régiment d'infanterie de ligne : Lieutenant-Colonel Cholleton
        - 120e régiment d'infanterie de ligne : Lieutenant-Colonel Hecquet

      - 2e brigade du Colonel de Miribel (7 364 hommes)
        - 3 Bataillons de mobiles de la Seine Inférieure : Lieutenant-Colonel de Berruyer
        - 3 Bataillons de mobiles du Loiret : Lieutenant-Colonel de Montbrison

      - Deux batteries de 4
      - Une batterie de mitrailleuses
      - Une section du génie

    - 3e division sous les ordres du général de Maussion
      - 1re brigade du général Avril de Lenclos (5 060 hommes)
        - 123e régiment d'infanterie de ligne : Lieutenant-Colonel Dupuy de Podio
        - 124e régiment d'infanterie de ligne : Lieutenant-Colonel Sanguinetti

      - 2e brigade du  général Courty (5 000 hommes)
        - 125e régiment d'infanterie de ligne : Lieutenant-Colonel Jourdain
        - 126e régiment d'infanterie de ligne : Lieutenant-Colonel Neltner

      - Deux batteries de 4
      - Une batterie de mitrailleuses
      - Une section du génie

    - Réserve d'artillerie : Colonel Minot
      - Cinq batteries de 12

    - Réserve du génie
      - Une section

  - 3e corps d'armée commandé par le général d'Exéa-Doumerc
    - 1re division sous les ordres du général Carey de Bellemare
      - 1re brigade du colonel Fournès (5 100 hommes)
        - 4e régiment de zouaves : Lieutenant-Colonel Méric
        - 136e régiment d'infanterie de ligne : Lieutenant-Colonel Allard

      - 2e brigade du colonel Colonieu (8 297 hommes)
        - 4 bataillons de mobiles de Seine et Marne : Lieutenant-Colonel Franceschetti
        - 3 bataillons de mobiles du Morbihan : Lieutenant-Colonel N...

      - Deux batteries de 4
      - Une batterie de mitrailleuses

    - 2e division sous les ordres du général Mattat
      - 1re brigade du colonel Bonnet (8 560 hommes)
        - 105e régiment d'infanterie de ligne : Lieutenant-Colonel Galland
        - 106e régiment d'infanterie de ligne : Lieutenant-Colonel de Guiny
        - 3 bataillons de mobiles du Tarn, 1 de la Seine-Inférieure : Lieutenant-Colonel Reille

      - 2e brigade du général Daudel (4 342 hommes)
        - 107e régiment d'infanterie de ligne : Lieutenant-Colonel Tarayre
        - 108e régiment d'infanterie de ligne : Lieutenant-Colonel Coiffé

      - Deux batteries de 4
      - Une batterie de mitrailleuses

    - Réserve d'artillerie : Lieutenant-Colonel Delcros
      - Cinq batteries de 12 et une batterie de 4

    - Division de cavalerie sous les ordres du général de Champéron
      - 1re brigade du général Moucheton de Gerbrois (1 085 hommes)
        - 13e régiment de dragons : Colonel Lothe
        - 14e régiment de dragons : Colonel Bonaparte-Paterson

      - 2e brigade du général Cousin (1 374 hommes)
        - 1er régiment de chasseurs à cheval : Colonel Gérard
        - 9e régiment de chasseurs à cheval : Colonel Charreyron
        - 1 escadron de spahis : Capitaine de Balincourt

      - Hors brigade sous le commandement du colonel Allavène (1 374 hommes)
        - 1er régiment de gendarmerie à cheval[2],[3]

    - Réserve générale d'artillerie : Lieutenant-Colonel Lucet
      - Quatre batteries de 8 (Reyffe)
      - Cinq batteries de 12
      - Une batterie de 4

    - Réserve générale du génie : 
      - Deux compagnies de sapeurs

### 3earméede Paris
- 3e armée de Paris commandée par le général de division Vinoy
  - 1re division sous les ordres du général Soumain
    - 1re brigade du général D'Argentolle (4 686 hommes)
      - Garde Républicaine à pied : Colonel Valentin puis Allavène
      - Régiment de gendarmerie à pied[2],[3]
      - Gendarmerie départementale[2],[3]

    - 2e brigade du colonel Bouthier (6 349 hommes)
      - Régiment de douaniers : Lieutenant-Colonel Bigot
      - Régiment de forestiers : Lieutenant-Colonel Carraud
      - Dépôt du 29e régiment d'infanterie de ligne
      - Dépôt du 59e régiment d'infanterie de ligne

  - 2e division sous les ordres du  général de Liniers
    - 1re brigade du colonel Filhol de Camas
      - 2 bataillons de mobiles des Côtes-du-Nord : Lieutenant-Colonel Chollet
      - 2 bataillons de mobiles des Côtes-du-Nord : Lieutenant-Colonel de Carné
      - 3 bataillons de mobiles de l'Hérault : Lieutenant-Colonel de Montvailland

    - 2e brigade du colonel de Chamberet
      - 3 bataillons de mobiles de Seine-et-Oise : Lieutenant-Colonel Abraham
      - 3 bataillons de mobiles de Seine-et-Oise : Lieutenant-Colonel Rincheval

  - 3e division sous les ordres du général de Beaufort d'Hautpoul
    - 1re brigade du général Dumoulin (7 125 hommes)
      - 3 bataillons de mobiles de l'Aube : Lieutenant-Colonel Favréaux
      - 3 bataillons de mobiles de Saône-et-Loire : Lieutenant-Colonel Denat

    - 2e brigade du capitaine de frégate d'André (7 161 hommes)
      - 3 bataillons de mobiles de l'Ain : Lieutenant-Colonel Dortu
      - 3 bataillons de mobiles de la Vienne : Lieutenant-Colonel Mahieu

  - 4e division sous les ordres du général Corréard
    - 1 bataillon de mobiles du Puy-de-Dôme
    - 1 bataillon de mobiles de la Marne
    - 4 bataillons de mobiles de la Somme
    - Bataillons de gardes nationaux mobilisés
    - Bataillons de gardiens de la paix

  - 5e division sous les ordres du général d'Hugues
    - 1re brigade du colonel Valette
      - 4 bataillons de mobiles

    - 2e brigade du capitaine de frégate de Bray
      - 137e régiment d'infanterie de ligne : Colonel Deffis
      - 2 bataillons de mobiles
      - 1 bataillon de chasseurs

    - Trois batteries de 4

  - 6e division sous les ordres du contre-amiral Pothuau
    - 1re brigade du lieutenant-colonel Lemains (2 491 hommes)
      - 128e régiment d'infanterie de ligne : Colonel N...
      - 21e bataillon de chasseurs : Commandant Pallach

    - 2e brigade du capitaine de vaisseau Salmon (5 000 hommes)
    - 4 bataillons de marche d'infanterie de marine

  - Division de cavalerie sous les ordres du général Bertin de Vaux
    - 1re brigade du général de Bernis
      - 12e régiment de cuirassiers : Lieutenant-Colonel Mariani
      - 16e régiment de dragons : Lieutenant-Colonel de Lanauze
      - 9e régiment de lanciers : Colonel de Berthois

    - 2e brigade du Lieutenant-Colonel Blondel
      - 2e régiment de gendarmes à cheval[2],[3]

### Corps d'armée de Saint-Denis
- Corps d'armée de Saint-Denis commandé par le vice amiral de la Roncière
  - 1re brigade du général Lavoinet
    - 134e régiment d'infanterie : Lieutenant-Colonel Schobert
    - 5 bataillons mobiles de la Seine

  - 2e brigade du général Hanrion
    - 135e régiment d'infanterie : Lieutenant-Colonel de Boisdenemetz[7]
    - 8 bataillons mobiles de la Seine

  - 3e brigade du capitaine de frégate Lamothe-Tenet
    - 138e régiment d'infanterie : Lieutenant-Colonel Colonier puis Rabot des Portes
    - 2 bataillons mobiles de la Seine
    - 1 bataillon de fusiliers marins